# Snap! (ngôn ngữ lập trình)
Snap! (trước đây là Build Your Own Blocks hoặc BYOB) là một ngôn ngữ lập trình mang tính giáo dục miễn phí. Được lấy cảm hứng từ Scratch, Snap! và các chương trình được tạo bởi Snap! là các ứng dụng web chạy trong trình duyệt mà không yêu cầu cài đặt.